# North Uist
North Uist (gael.: Uibhist a Tuath) – wyspa w archipelagu Hebrydów Zewnętrznych.  
Ludność: 1271 osób, w większości kalwinistów-prezbiterian, w 61,5% posługujących się językiem gaelickim. (dane z 2001 r.) Wyspę łączy grobla z sąsiednimi wyspami: Benbecula, Grimsay, Berneray i Baleshare. Z wyjątkiem części południowo-wschodniej wyspa jest nizinna, ponad połowa jej powierzchni jest zalewana przez przypływ.
Główna wioska na wyspie to Lochmaddy, port rybacki. Z niej wypływa prom do Uig na Skye i do Leverburgh na Harris.
Na North Uist znajdują się kamienne kręgi megalitów (np. w  Pobull Fhinn). Wyspa jest miejscem lęgowym licznych ptaków (derkacz zwyczajny, rybitwa polarna, głuptak zwyczajny, potrzeszcz i burzyk północny).